# Kyjovice (district d'Opava)
Pour les articles homonymes, voir Kyjovice.
Kyjovice (en allemand : Kiowitz) est une commune du district d'Opava, dans la région de Moravie-Silésie, en République tchèque. Sa population s'élevait à 872 habitants en 2021.

## Géographie
Kyjovice se trouve à 12 km au sud-sud-est de Kravaře, à 17 km au sud-est d'Opava, à 16 km à l'ouest d'Ostrava et à 259 km à l’est-sud-est de Prague.
La commune est limitée par Budišovice au nord, par Horní Lhota et Čavisov à l'est, par Zbyslavice et Těškovice au sud, et par Pustá Polom à l'ouest.

## Histoire
La première mention écrite de la localité date de 1430.

## Transports
Par la route, Kyjovice se trouve à 19 km d'Opava, à 26 km d'Ostrava et à 347 km de Prague.